# マリアンネ・ファン・オラニエ＝ナッサウ
マリアンネ・ファン・オラニエ＝ナッサウ（Marianne van Oranje-Nassau, 1810年5月9日 - 1883年5月29日）は、オランダの王族。全名はウィルヘルミナ・フレデリカ・ルイーゼ・シャルロッテ・マリアンネ（Wilhelmina Frederika Louise Charlotte Marianne）。オランダ王ウィレム1世の次女で、プロイセン王子アルブレヒトの妃となった。

## 生涯
マリアンネは1810年5月9日、オラニエ公ウィレム6世（後のオランダ王ウィレム1世）とその妃であったプロイセン王フリードリヒ・ヴィルヘルム2世の王女ヴィルヘルミーネの間に第4子（末子）として父の亡命先であるベルリンで生まれた。

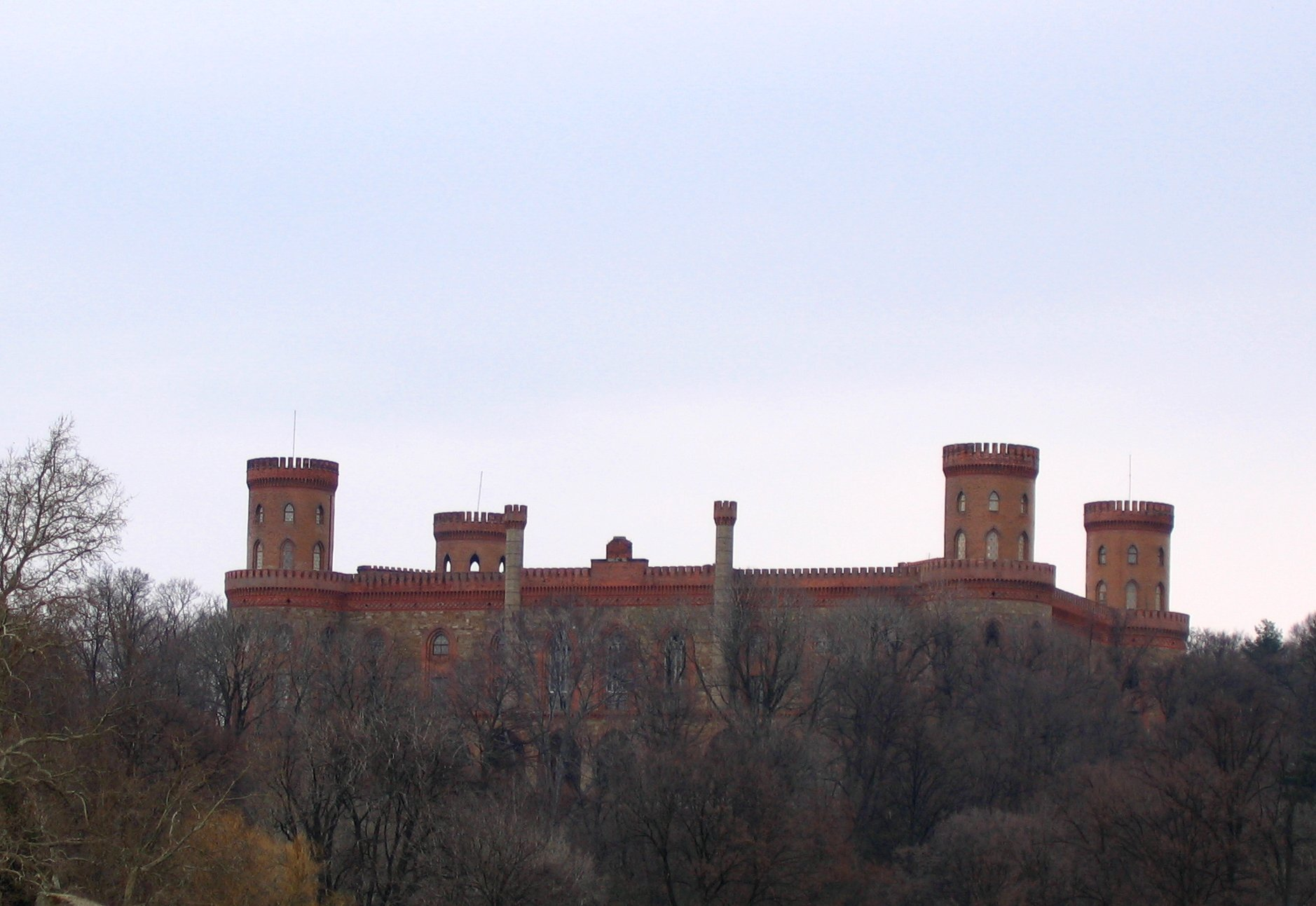
マリアンネが1835年から1845年まで住んでいたカーミェンツ城。現ポーランドのドルヌィ・シロンスク県ゾンプコヴィツェ郡にある。

1828年、マリアンネに対して前スウェーデン王グスタフ4世アドルフの長男グスタフとの縁談が持ち上がった。しかしこれはスウェーデン王カール14世ヨハンらの強い反対を受け破談となり、マリアンネはプロイセン王フリードリヒ・ヴィルヘルム3世の王子アルブレヒトと結婚した。
ところがマリアンネは1845年に家族を捨て、フォールブルフ（現南ホラント州）で愛人のヨハネス・ファン・ロッスム（1809年 - 1873年）と暮らし始めた。さらに1849年に彼との間に子供ができるに及んでアルブレヒトとの離婚が成立し、以後マリアンネはハーグとベルリンの双方の宮廷から絶縁状態となった。
その後、マリアンネはラインガウのラインハルツハウゼン城（現ヘッセン州エルトヴィレ・アム・ライン）に住み、1883年5月29日に同地で歿した。遺体はラインハルツハウゼン城のヨハネス・ファン・ロッスムや庶子ヨハネス・ヴィレム・ファン・ラインハルツハウゼンの隣に葬られている。

## 子女
マリアンネとアルブレヒトは1830年9月14日にハーグで結婚した。2人の間には以下の1男3女が生まれた。
- フリーデリケ・ルイーゼ・ヴィルヘルミーネ・マリアンネ・シャルロッテ（1831年 - 1855年、ザクセン＝マイニンゲン公ゲオルク2世妃）
- 子（1832年）
- フリードリヒ・ヴィルヘルム・ニコラウス・アルブレヒト（1837年 - 1906年、ブラウンシュヴァイク公国摂政）
- フリーデリケ・ルイーゼ・ヴィルヘルミーネ・エリーザベト（1840年）
- フリーデリケ・ヴィルヘルミーネ・ルイーゼ・エリーザベト・アレクサンドリーネ（1842年 - 1906年、メクレンブルク＝シュヴェリーン大公子ヴィルヘルム妃）

また、愛人のヨハネス・ファン・ロッスムとの間に生まれた庶子として男子1人が知られている。
- ヨハネス・ヴィレム・ファン・ラインハルツハウゼン （1849年 - 1861年）